# Oudenoord 275
Oudenoord 275 was een kantoortoren aan de Oudenoord in Utrecht die in 1970 werd opgeleverd voor de verzekeringsmaatschappij Zwolsche Algemeene.
Het gebouw werd ontwikkeld door de Zwolsche Algemene Exploitatie Mij., een dochter van de verzekeringsmaatschappij, de aannemer was Bredero. Het kantoorpand werd op 7 september 1970 door Burgemeester Van Tuyll van Serooskerken geopend.
Het gebouw bestond uit een eenvoudige moderne toren die deels aan de noordzijde gedeeltelijk zweefde boven een plint met een driehoekige plattegrond.
De gebouw was vanaf eind jaren 80 in gebruik als kantoor voor de sociale dienst van de gemeente Utrecht en werd na jarenlange leegstand in 2011 gesloopt. Op dezelfde plek werd In het Noorderlicht gebouwd, een woontoren met een vergelijkbare bouwhoogte en plint.

## Trivia
Het oorspronkelijke adres was Oudenoord 33.

## Fotogalerij van sloop

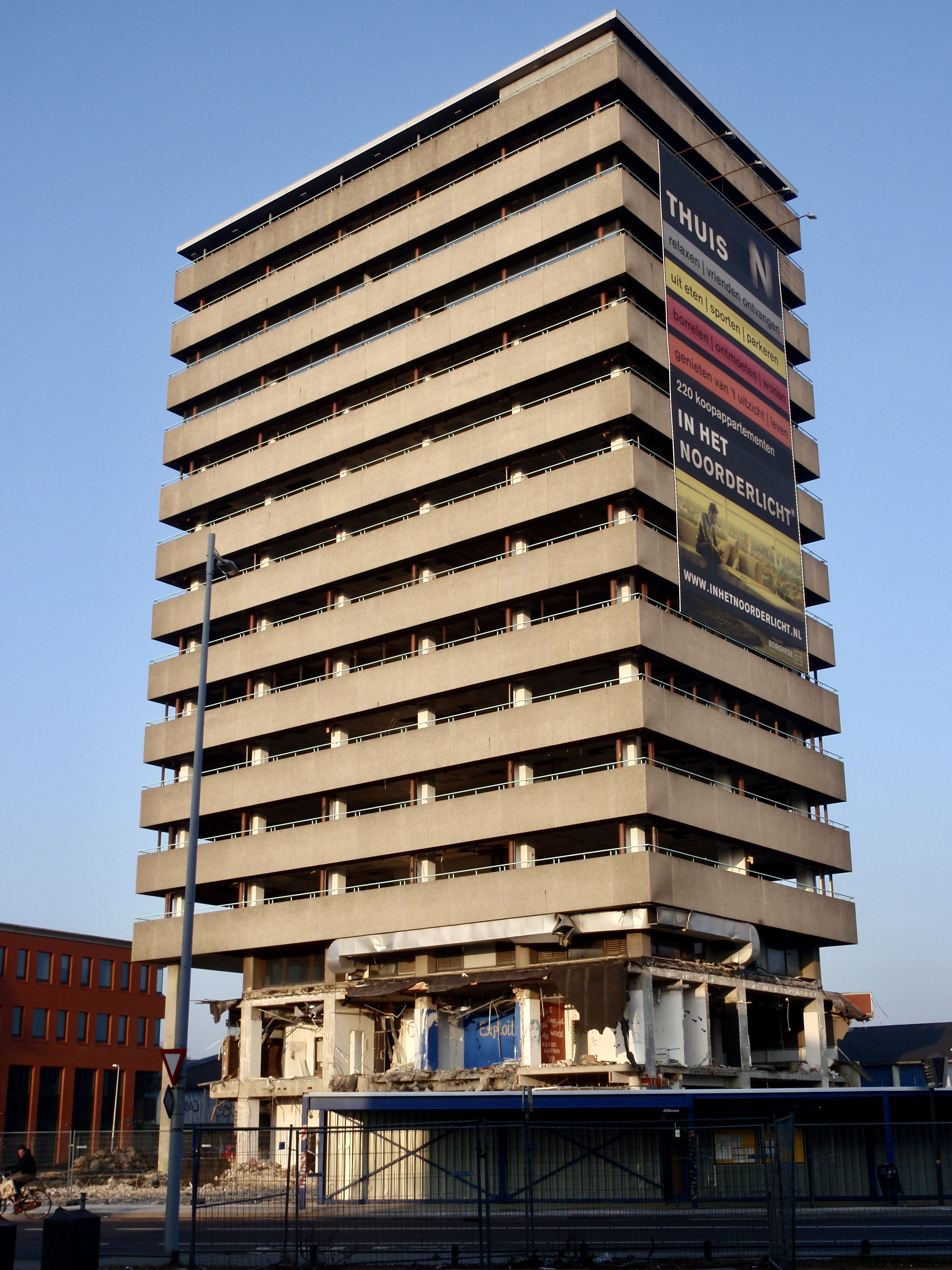
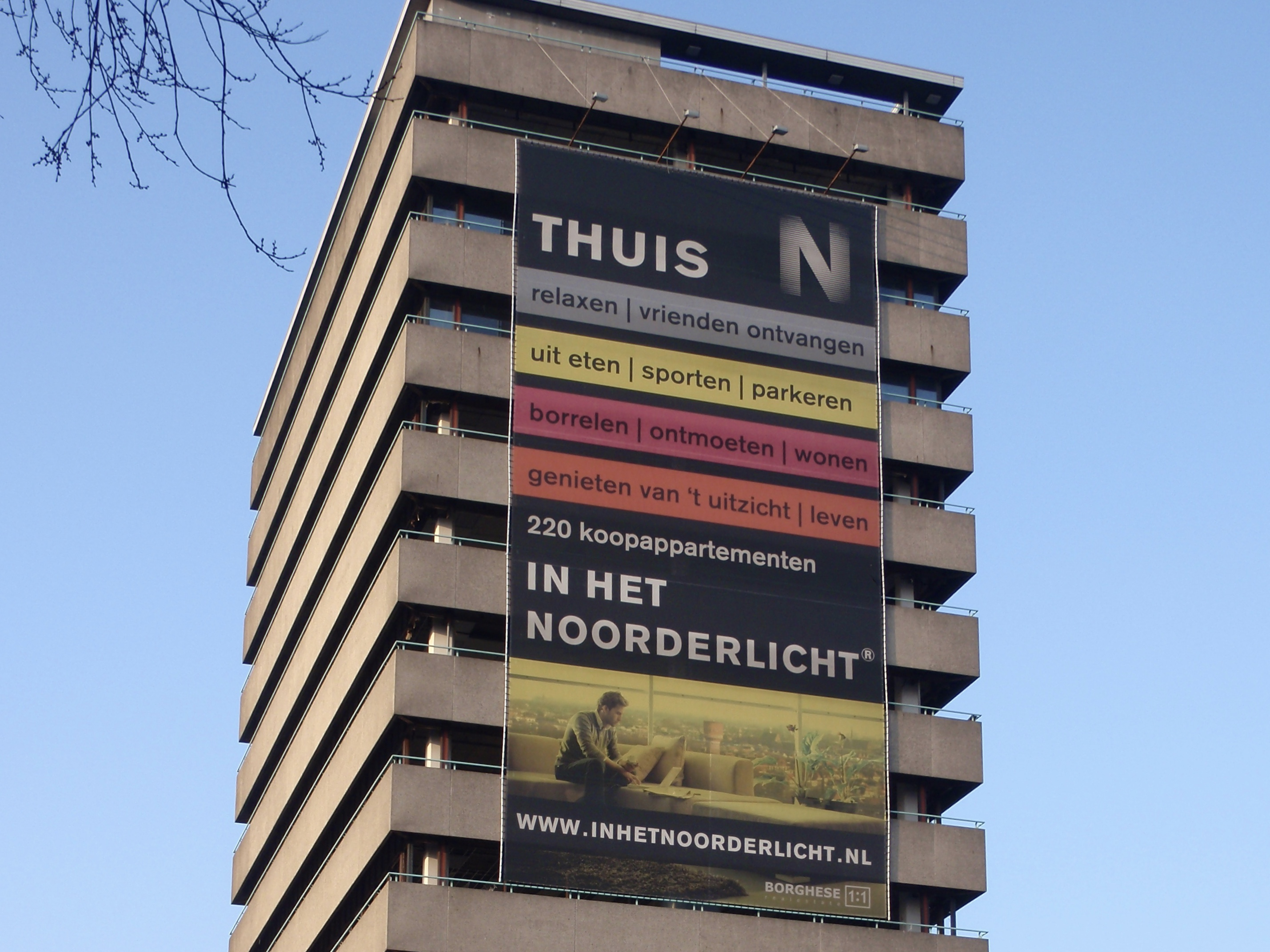
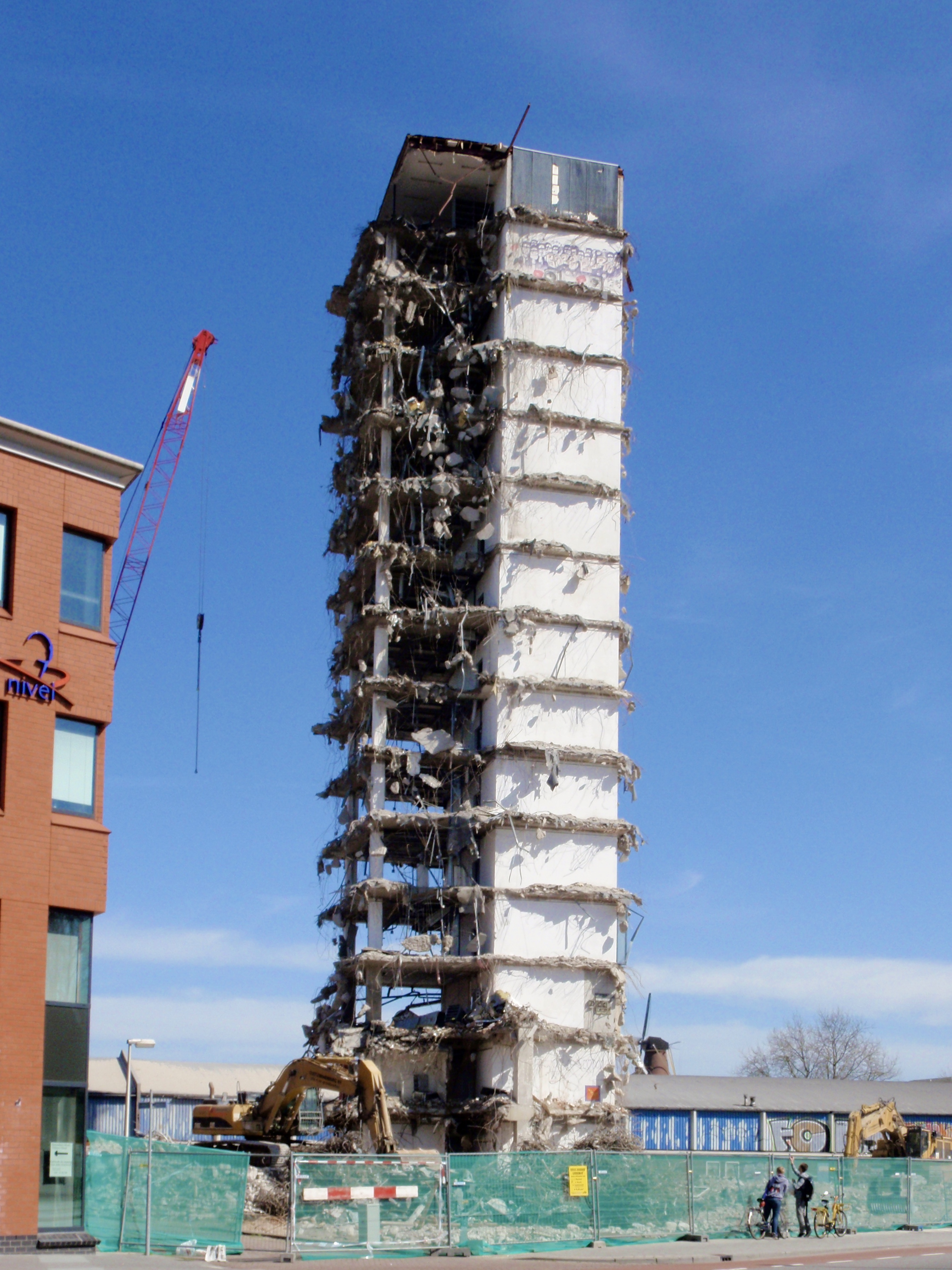
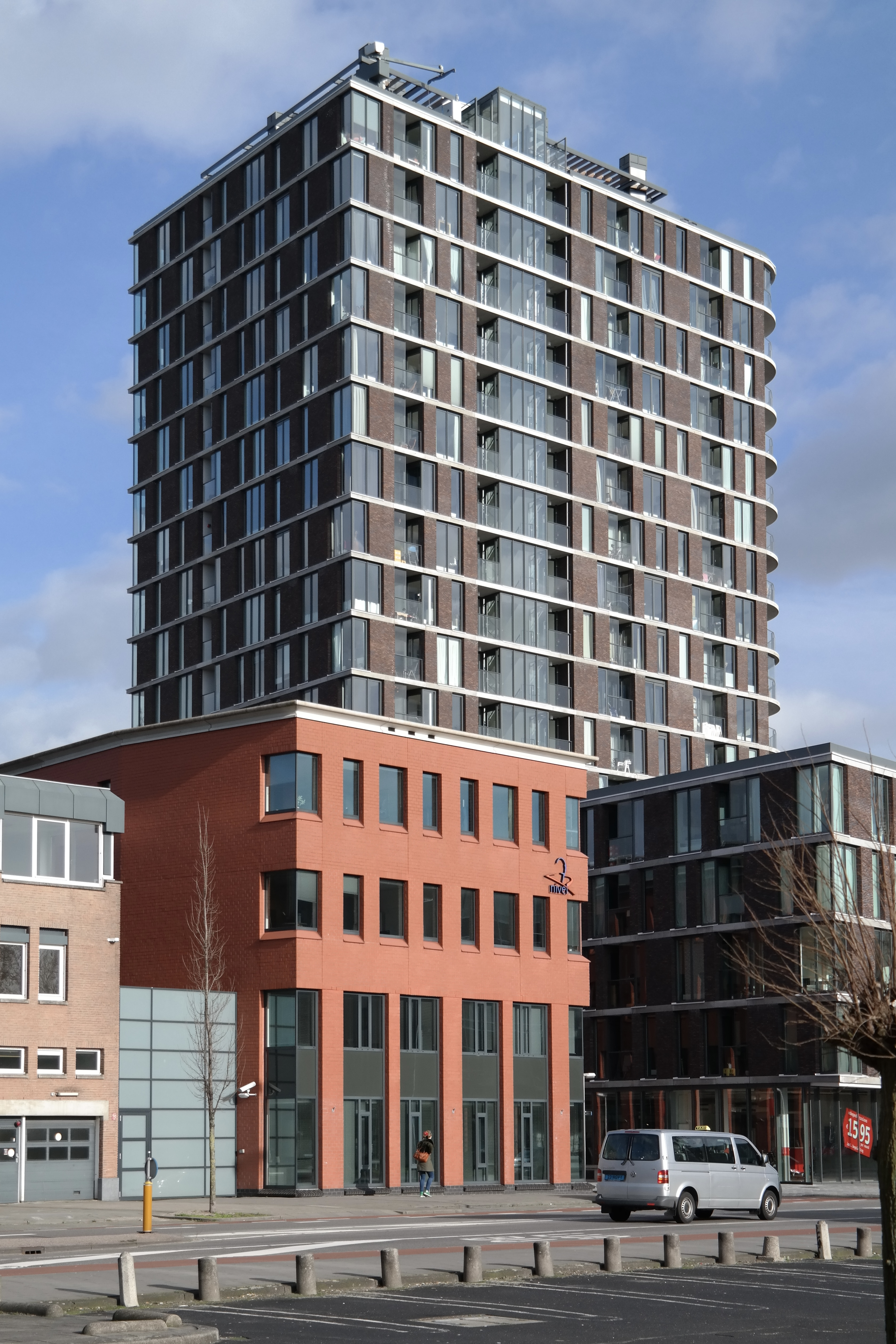
Oudenoord 275 werd vervangen door Woontoren In het Noorderlicht